# جورج ويبر
جورج ويبر (بالألمانية: Georg Weber )‏ (و. 1808 – 1888 م) هو مؤرخ، وعالم لغوي كلاسيكي ألماني، ولد في باد بيرغتسابرن، توفي في هايدلبرغ، عن عمر يناهز 80 عاماً.

## التعليم
تعلم في جامعة هايدلبرغ.

## جوائز
حصل على جوائز منها:
- Honorary doctor of the Heidelberg University ‏.